# جون هوبكنز (متسابق دراجات نارية)
جون هوبكنز (بالإنجليزية: John Hopkins)‏ مواليد 22 مايو 1983 في كاليفورنيا، هو متسابق دراجات نارية أمريكي. نافس في بطولة العالم للسوبربايك وبطولة العالم للموتو جي بي.

## وصلات خارجية
- جون هوبكنز على موقع MotoGP.com (الإنجليزية)
- جون هوبكنز على موقع WorldSBK.com (الإنجليزية)

- الموقع الإلكتروني